# فابريتسيو دي بيترو
فابريتسيو دي بيترو (بالإيطالية: Fabrizio De Simone)‏ هو سائق سباق إيطالي، ولد في 30 مارس 1971 في روما في إيطاليا.

## روابط خارجية
- فابريتسيو دي بيترو على موقع DriverDB.com (الإنجليزية)